# Mastophora conica
Mastophora conica là một loài nhện trong họ Araneidae.
Loài này thuộc chi Mastophora. Mastophora conica được Herbert Walter Levi miêu tả năm 2006.